# Mijaíl Shultz
Mijaíl Mijáilovich Shultz ( en ruso: Михаи́л Миха́йлович Шульц, también escrito Schultz, Shul'ts, Shults, Shul'c, etc.) (1 de julio de 1919 - 9 de octubre de 2006), fue un físico-químico y artista soviético/ruso.
En la Unión Soviética, Rusia y fuera de ella, Shultz es conocido principalmente por sus investigaciones en termodinámica química de compuestos químicos heterogéneos, electroquímica de vidrios, electroquímica de membranas; por sus trabajos en el campo del intercambio iónico y equilibrio de fases de compuestos multicomponentes y la teoría del electrodo de vidrio; Shultz también trabajó en el sistema de protección térmica para la nave espacial soviética Buran y se le atribuye la investigación en fibras ópticas en los años 80.
Sus trabajos contribuyeron a la creación de los primeros medidores de pH e ionometría, la organización de la producción, la instrumentación y los materiales de uso común en la medicina, la industria química y nuclear, la tecnología espacial y de cohetes de aviación, la agricultura y muchas otras áreas.

## Biografía
Mijaíl Shultz era hijo de Mijaíl Alexándrovich Shultz (1896-1954; oficial de la Armada, perteneciente a la última promoción del Cuerpo Imperial de Cadetes Navales - 1916) y bisnieto del físico ruso Dmitri Aleksándrovich Lachínov (1842-1902).
M. Shultz era descendiente del escultor alemán, el medallista real danés Anton Schultz (Anton Schultz - Schleswig-Holstein, Sajonia, Hamburgo, Dinamarca, siglos XVII-XVIII) que ejecutó órdenes de la corte rusa ya en Copenhague, y Llegó al servicio en Rusia con Pedro el Grande.
Nació el 1 de julio de 1919 en Petrogrado, en 1937; se graduó con honores en la escuela secundaria ( Staraya Russa ; donde fue deportado con su madre Helen (de soltera Barsukova) en 1929, su padre MA Shultz fue arrestado en 1925 como sospechoso en la «Conspiración monárquica contrarrevolucionaria »; pasó 10 años en el campo de prisioneros de Solovki y 3 años en la construcción del Canal de Moscú (liberado en 1937, rehabilitado en 1991).
1937-1941: estudiante de la facultad de química de la Universidad Estatal de Leningrado (M. Schulz era un artista talentoso). En 1938-ingresó en la Sociedad Química de toda la Unión nombrada por D. I. Mendeleev, en 1941-1945-voluntario en la Gran Guerra Patria, teniente primero, jefe del servicio químico del batallón

## Carrera científica
- 1947: se graduó con honores en la Facultad de Química de la Universidad Estatal de Leningrado;
- 1947—1950 – Postgrado bajo la dirección del profesor Boris Petrovich Nikolsky).
- 1951: Candidato de ciencias químicas (tesis «Estudio de la función del sodio de los electrodos de vidrio »).[6]
- 1950-1959: asistente y desde 1953: profesor asociado de la cátedra de química física de la Facultad de Química de la Universidad Estatal de Leningrado, en colaboración con el profesor Aleksey Vasilyevich Storonkin, su segundo profesor, en el campo de la termodinámica de sistemas heterogéneos.
- 1956-1972: Jefe del Laboratorio de electroquímica del vidrio, que fundó en el Instituto de Investigación de Química de la Universidad Estatal de Leningrado, que junto con varias otras instituciones cumplía el encargo gubernamental de desarrollar medios de pH-metría (desde 1954; incluido el control de la síntesis nuclear y de plutonio), organizó un estudio sistemático de las propiedades de los electrodos de vidrio, en función de su composición.
- 1965: Doctor en ciencias químicas (tesis: «Propiedades de los electrodos de vidrio»),[7] aprobado con el rango de profesor en ejercicio.
- 1967—1972—Decano de la Facultad de Química de la Universidad Estatal de Leningrado.
- 1972: Miembro correspondiente de la Academia de Ciencias de la URSS.
- 1972–1998: Director del Instituto de Química de Silicatos (Academia de Ciencias de la URSS; más tarde, Academia de Ciencias de Rusia) ; en ese período se construyó un nuevo edificio y se triplicó la superficie del Instituto.
- 1975-1990: editor jefe de la revista «Física y química del vidrio» de la Academia de Ciencias de la URSS (creada por Shultz; publicada desde 1975).
- 1979—Académico (Academia de Ciencias de la URSS; desde 1991—RAS).

## Logros científicos
Mijaíl Shultz es autor de trabajos fundamentales sobre química física, termodinámica, química y electroquímica del vidrio, electroquímica de membranas, teoría del intercambio iónico y equilibrios de fases de sistemas multicomponentes, con un total de más de 500 artículos científicos, incluidas varias monografías, y aproximadamente 20 invenciones.

### Electrodo de vidrio

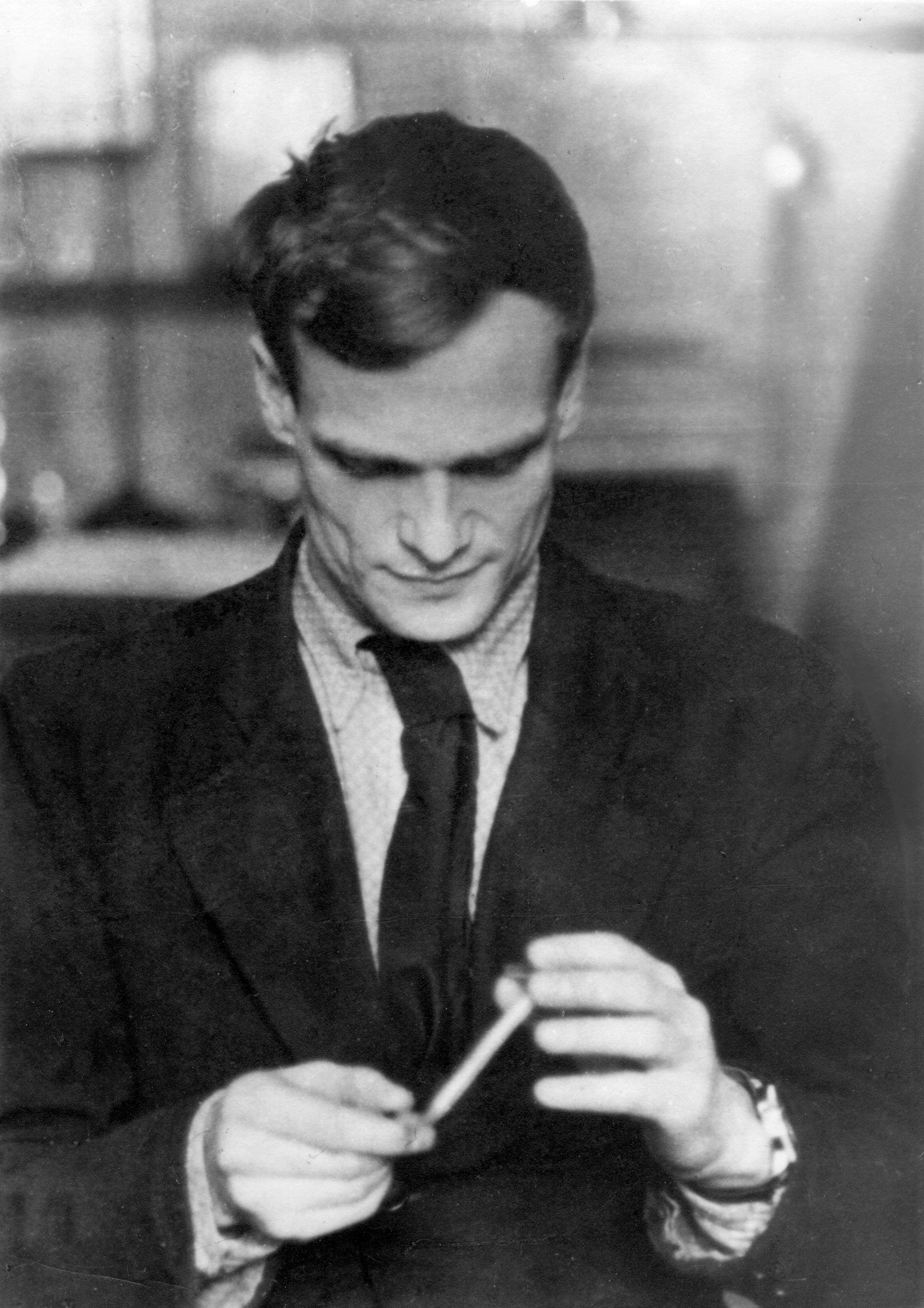
Schultz sosteniendo un electrodo de vidrio, 1951.

Su nombre está relacionado con el comienzo del desarrollo de la pHmetría y la ionometría, la creación y organización de la producción de equipos de medición, ampliamente utilizados en la medicina, la industria química y nuclear, la tecnología aeroespacial, la agricultura y muchos otros campos.
En 1951, M. Shultz demostró termodinámicamente la función del sodio de diferentes vidrios en varias áreas de pH, lo que anticipó muchas direcciones de estudios posteriores, y su trabajo "Estudios de funciones del sodio de electrodos de vidrio" se considera uno de los más considerables en relación con todos los escritos sobre el electrodo de vidrio (fue un paso muy importante para la realización de la teoría de intercambio iónico del electrodo de vidrio, y se ha convertido en una parte importante en la teoría termodinámica de intercambio iónico de GE Nikolsky-Shultz-Eisenman).
Son dignos de mención sus logros en la resolución de los problemas fundamentales de la termodinámica química  Mención especial merece la generalización de las condiciones de estabilidad del equilibrio de Gibbs a sistemas heterogéneos (multicomponentes, multifases) (1954). M. Shultz desarrolló un método para calcular los cambios en las propiedades termodinámicas de un sistema heterogéneo a partir de datos sobre la composición de las fases coexistentes y sobre el cambio en el potencial químico de un solo componente («método del tercer componente», también llamado «Método de Shultz-Storonkin»). En el marco de la teoría termodinámica existe la «regla de Filippov-Shultz».
Los primeros resultados del estudio sobre el efecto Mössbauer en vidrios que contienen hierro se mencionan en la tesis de Mijaíl Shultz. Los datos de M. Schulz y del personal de su laboratorio son de un interés excepcional para la interpretación de los espectros de Mössbauer, donde el rango de evaluación de todos los estados posibles de los átomos de hierro es extremadamente amplio y difícil. M. Shultz demostró la posibilidad de obtener un electrodo de vidrio con función redox (1964), lo que permitió crear una técnica de medición fundamentalmente nueva, sin necesidad de medir metales preciosos, y que tuvo un enorme impacto económico. La producción industrial de pH-metros se originó y se relacionó con su nombre.
En los años 1950-1960 sobre la base de series representativas de vidrios M. Shultz con colaboradores estimó el impacto del tercer componente en las propiedades de electrodos de vidrios de silicato alcalino (prácticamente cualquier elemento del sistema periódico de D. I. Mendeleev, capaz de estar presente en el vidrio, estaba implicado como ese componente).
Según el concepto de vidrio desarrollado por M. Shultz, en analogía con el pH de las soluciones acuosas, propuso establecer una idea innovadora para vidrios y masas fundidas: el grado de acidez pO (logaritmo negativo de la actividad de los iones de oxígeno O2− ) y estándares para métodos de medición: pO es inversamente proporcional al grado de basicidad y concentración del óxido.

### Química del silicio
Bajo la dirección de M. Shultz, se han desarrollaron revestimientos resistentes al calor a base de silicona y fibra de carbono para la protección de materiales estructurales de diversas naves espaciales (incluidos cohetes militares y la nave espacial Buran, similar al sistema de protección térmica del transbordador espacial), así como revestimientos de película fina para obleas semiconductoras, revestimientos organosilicatos resistentes a la corrosión, anticongelantes, dieléctricos, aislantes térmicos y a prueba de radiaciones para materiales de construcción, ingeniería eléctrica y construcción naval.La contribución del científico es bastante amplia en el ámbito del desarrollo de nuevos materiales de construcción. En 1981 Shultz publicó un artículo sobre la fibra óptica hecha de cristobalita pura y cubierta de silicona.
M. Shultz es uno de los fundadores de las escuelas científicas rusas. Bajo su dirección, 45 personas realizaron tesis de licenciatura y 8 de sus alumnos se convirtieron en Doctores en Ciencias y miembros de la Academia Rusa de Ciencias.
En julio de 1989, M. Shultz fue presidente del XV Congreso Internacional del Vidrio celebrado en Leningrado. Es su mérito que en 1979 Rusia fuera admitida en la organización más autorizada de ese perfil: la Comisión Internacional del Vidrio, fundada en 1933. Fue presidente de la Sociedad Rusa de Cerámica (1995-2002).

## Premios y reconocimientos académicos
- El héroe del trabajo socialista (1991);
- La Orden de Lenin (2 Órdenes);
- La Orden de la Bandera Roja del Trabajo (2 Órdenes);
- La Orden de la Guerra Patria, grado II (2 Órdenes);
- Dos veces ganador del Premio Estatal de la URSS (1973, 1986);
- Académico de la Academia de Ciencias de la URSS (1979; 1991—RAS);
- 1999—Premio de la Academia de Ciencias de Rusia con el nombre de I.V. Grebenschikov[17] por la serie de artículos «Termodinámica y estructura química de óxidos fundidos y vidrios»
- 2003: Premio D.I. Mendeleev[18] del Gobierno de San Petersburgo y del Centro Científico de la Academia de Ciencias de Rusia (uno de los tres científicos premiados con motivo del 300 aniversario de San Petersburgo)
- 1954: Premio Universitario laureado;[19]
- 1956—ganador del primer premio universitario por su obra «Teoría del electrodo de vidrio»—con coautores, por orden del rector de la Universidad Estatal de Leningrado ( AD Aleksandrov ) del 25 de febrero de 1957;[20]
- 1998—Cátedra honoraria del Instituto Estatal de Tecnología de San Petersburgo .
- 2005—Cátedra honoraria de la Universidad Estatal de San Petersburgo.
- Reportero de Avicena (2. X.1981, Dushanbé ).
- Lector de Mendeleev (24. III.1983, San Petersburgo).
- 1996—Ganador del premio Nauka-Interperiodica de la International Academic Publishing Company (MIAK) por una serie de artículos «Termodinámica de vidrios y masas fundidas formadoras de vidrio: teoría y experimento»;
- 2000—Ganador del premio Nauka-Interperiodica de la International Academic Publishing Company (MIAK) por la serie de artículos «Termodinámica moderna y estudios teóricos»;

Miembro de numerosas comisiones y comités científicos estatales e internacionales, sociedades científicas.
Miembro de los consejos de redacción de varias revistas científicas rusas y extranjeras.